# Janos Frecot
Janos Frecot (30 de marzo de 1937 en Freidorf, Rumania) es un prestigioso historiador, comisario artístico, fotohistoriador y editor alemán.

## Vida
Frecot vive desde 1947 en Berlín, donde asistió al instituto jesuita Canasius. Se casó con Bárbara Wollheim, con quien tuvo dos hijos. Tras su jubilación reside en Belzig.
Durante la década de los 70 fue secretario de departamento y organizador de exposiciones en la Akademie der Künste. Entretanto trabajaba en el Bauhaus-Archiv. Por llamada personal de Eberhard Roters fundó la colección fotográfica de la Galería Berlinesa, la cual dirigió hasta el año 2002.

## Condecoraciones
El 10 de mayo de 2001 obtuvo la cruz del servicio de la República Federal Alemana.

## Biblioteca Frecot
La que fue su importante colección privada de libros forma parte de la Universidad de Stanford, con el nombre de Colección Frecot 

## Libros
Frecot ha publicado alrededor de 40 libros:
- 2004: Mit Frack und Linse durch Politik und Gesellschaft, Photographien 1928–1938. Schirmer/Mosel, München 2004, ISBN 3-8296-0032-1 (para la Galería Berlinesa).
- 1987: Fidus 1868–1948. Zur ästhetischen Praxis bürgerlicher Fluchtbewegungen..
- Arno Schmidt als Fotograf : Entwicklung eines Bildbewusstseins = Arno Schmidt, photographer. ISBN 978-3-7757-3149-2